# Postergação
Postergação refere-se a um conceito em que as atividades na cadeia de suprimentos são adiadas até que uma demanda seja posta. 
É uma tentativa de fazer duas coisas:
- Reduzir incertezas e custos
- Satisfazer clientes

Alguns pesquisadores sugerem que a postergação tem o potencial para melhorar respostas, reduzindo ao mesmo tempo o inventário, transporte, armazenamento e obsolescência dos custos. 

## História
- 1950 - Alderson argumentou que os custos globais poderiam ser reduzidos por adiar a fase de diferenciação da produção. [4]

- 1965 - Bucklin ampliou o conceito de postergação por considerá-la como uma oportunidade de transferir o risco de possuir bens a partir de uma posição na cadeia de suprimentos para a outra. [1]

- 1999 - Van Mieghem e Dada apresentam o conceito de postergação de preço e compara com os mais comumente conceitos estudados de postergação da produção. A postergação de preço exige a postergação da decisão sobre o preço até que a incerteza da demanda seja resolvida. [5]

- 2000 - Waller et al. descreveram três etapas adicionais na cadeia de suprimentos que contêm oportunidades para a aplicação da postergação: a montante, a jusante, e da distribuição (upstream, downstream, and distribution).[6]

- 2001 - Van Hoek  identificou as lacunas existentes e emitiu cinco desafios para futuros estudiosos da postergação:[7]

1. Postergação como um conceito da cadeia de suprimentos:
2. Integração de conceitos relacionados com a cadeia de suprimentos;
3. Postergação na cadeia de suprimentos globalizada;
4. Postergação na cadeia de suprimentos personalizada;
5. Readaptação metodológica de postergação.

- 2004 - Yang et al. ampliou e aperfeiçou o conceito de postergação para:[3]

1. Postergação dos produtos;
2. Postergação de compras;
3. Postergação da produção;
4. Postergação da logística.

- Recentemente - Zinn, W. e Bowersox descreveram a postergação como sendo composta de cinco tipos específicos:[8][9]:

1. Etiquetagem;
2. Embalagem;
3. Montagem;
4. Fabricação;
5. Tempo.

## Casos práticos

### Exemplos
A postergação tem uma longa história de aplicação prática nas empresas. Empresas que aplicaram a postergação como estratégia:
- Benetton: a empresa ficou melhor posicionada ao responder às demandas por roupas com cores populares ao adiar o tingimento. Além disso, reduziu o excesso de inventário de roupas de cores menos populares; [11]
- Whirpool: percebeu uma redução significativa no inventário e nos custos de transporte retardando o envio de aparelhos para a SEARS até que o cliente enviasse uma encomenda; [6]
- Hewlett Packard (HP): adiou a montagem final de suas impressoras DeskJet até estágios avançados das fases na cadeia de suprimentos. Esta postergação da montagem final, combinada com a transferência da montagem em localidades mais próximas aos clientes, resultou em uma melhor relação custo-eficiência do processo de produção com redução dos custos de transporte e logística. [12]

### Estudo de caso na implantação de uma estratégia de postergação parcial
Este estudo é sobre uma microempresa de manufatura do meio-oeste americano. A companhia em questão faz aproximadamente noventa itens diferentes que são empacotados em cerca de novecentos e oitenta produtos diferentes para envio aos distribuidores.
Consumidores demandam produtos e serviços customizados e requerem que suas ordens de compra sejam atendidas rapidamente. Ainda assim, eles não querem pagar um valor considerável por essa customização e disponibilidade.
A companhia desejando marcar pontos com seus consumidores no prazo de resposta para entrega mantinha enormes quantidades de todos os produtos. Acreditava que esses estoques proviam proteção contra a falta de produtos gerada por incertezas na demanda. 

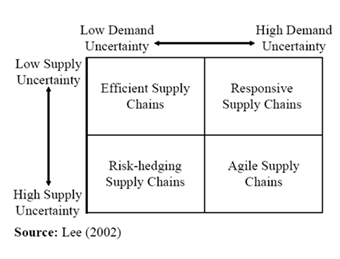
Matriz de incertezas – demandas e suprimentos.

Hoje, o custo de manter estoques, proliferação extensiva do produto e o risco de obsolescência, especialmente rápido em mercados mutáveis, tornam proibitivos os dispêndios para manter grandes estoques de produtos acabados.
Uma abordagem adotada por manufaturas para prover rapidamente produtos customizados é trocar produção em massa por customização em massa (Pine, 1993).
Um método de obtenção da customização em massa é postergar ao máximo possível a configuração dos produtos padronizados (genéricos) numa ampla variedade de produtos finais.
Os resultados relatados foram obtidos durante assessoramento a uma pequena companhia manufatureira local para desenvolver uma estratégia de postergação que suportasse seu programa de cadeia de suprimentos.
A empresa em questão, manufatura diferentes grupos de produtos consistindo primariamente de esfregão e vassoura.
O item é a unidade comprada em última instância pelo consumidor. Cada item é empacotado para envio em diferentes configurações.
- Uma loja de conveniência pode solicitar um pacote contendo quatro unidades de um item (Produto A) para facilitar o manuseio entre a sala de estoque e a área de vendas;
- Esse mesmo item pode ser também empacotado em uma embalagem contendo doze unidades do item (Produto B);
- Um comerciante em massa pode solicitar pacotes contendo trinta unidades de um item (Produto C).

A companhia adotou uma política de estoque de manter duas semanas de estoque para cada produto disponível em uma tentativa de limitar os desabastecimentos.
Essa política de gestão de estoque resultou em elevados níveis de estoque de alguns produtos e desabastecimento de outros, dada alta incerteza na demanda.
Uma estratégia de postergação de empacotamento foi identificada. Com a postergação, somente a demanda e estoque de um único item, não múltiplos tamanhos de pacotes, são gerenciados. O benefício potencial da postergação na presença da variedade de produtos é a redução dos níveis de estoque ou a melhoria nos níveis de serviço. 
Questões consideradas para o desenho dos cenários de postergação:
1. Quem embala?
2. Quem iria comprar um esfregão sujo?
3. O trabalhador que desempenha a função entende que sua função poderá ser descartada?
4. É este o tipo de produto para postergar?
5. Qual será o impacto sobre o planejamento e programação?
6. A postergação vai resultar em entregas atrasadas?
7. Deveria ser considerado o desenho das embalagens?

Dois cenários considerando as questões mencionadas foram desenvolvidos com o pessoal de manufatura e distribuição para a implementação de uma operação de postergação:

#### Cenário 1
Seleção de um único item, de alto volume (neste caso um esfregão de torcer), com diversas opções de embalagens e diferentes características de demanda. 
Após os esfregões serem produzidos na linha de montagem:
- Alguns seriam embalados e enviados para o inventário de produtos acabados situado no centro de distribuição;
- Os outros seriam postergados e colocados em uma área específica para armazenagem em massa perto da linha de montagem.

Embalar os esfregões do inventário de postergação utilizando-se da estação de embalagem da linha de montagem completariam as ordens de compra que não puderam ser cumpridas com o inventário de bens acabados. A estação de embalagem da linha de montagem tem tempo ocioso suficiente durante níveis normais de produção para evitar um gargalo. 
O tempo ocioso, nesta estação, determinou a capacidade de postergação da embalagem que seria ajustada para evitar estes pontos de estrangulamento, gargalo.

#### Cenário 2
Consistiu da seleção de um único local que seria dedicado a armazenamento de itens a granel e que desempenha apenas o embalo de itens postergados. 
Este centro de postergação seria localizado em uma área de único uso de um dos centros de distribuição com espaço adequado para uma operação protótipo. 
Um item que entra em diversos produtos com distintas características de demanda e níveis de volume seria selecionado. 
Algumas partes dos esfregões não seriam postergadas, empacotadas na linha de montagem e colocadas nos estoques de produtos acabados. 
Esfregões adicionais seriam colocados na linha de montagem para armazenamento em massa e enviados aos centros de postergação. 
- O segundo cenário foi recomendado;
- A empresa implementou  a recomendação em uma parte limitada da planta e em alguns itens selecionados;
- Devido a alterações na estrutura de gestão da empresa, ela não realizou as mudanças adicionais para dar suporte à estratégia de postergação recomendada.